# Беличи (Киев)
Беличи (укр. Бі́личі) — местность на западе Киева. Бывшее село.

Дома по ул.Ушакова (вид с одного из прудов, созданных на реке Нивка

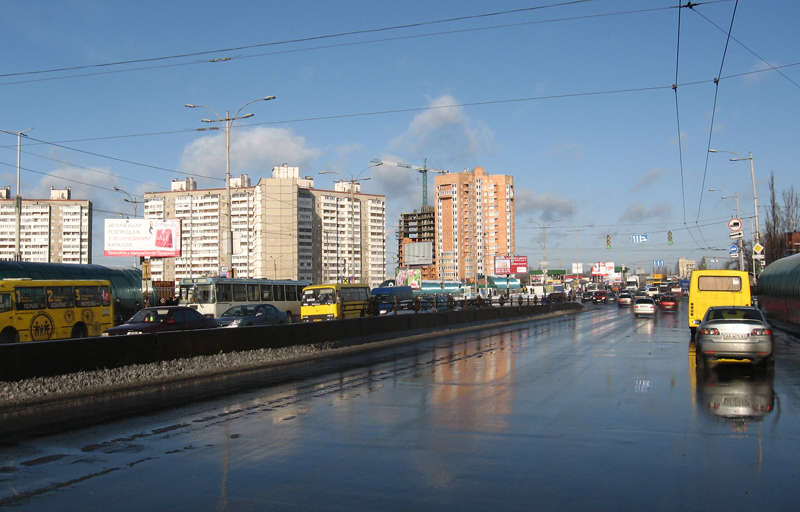
Проспект Палладина в районе Беличей

Дата основания = 1100 год.
В составе Киева с 1966 года.
Площадь = 2,7 кв.км
Средняя высота =201 м.
Население = ~5 тысяч

## История
- Беличи — жилой массив в Святошинском районе; ограничен проспектом Победы, пр. Академика Палладина, улицей Булаховского (через ул. Живописную), ул. Обуховской и лесом с западной стороны. Датой основания массива стал 1966 г., когда село Беличи было присоединено к Киеву. Масштабная застройка высотными домами началась в 1980 г.
- Беличи — одно из древнейших поселений в окрестностях Киева. Упоминается в Воскресенской летописи под 1161 как Буличи. В этой местности войско князя Изяслава Давыдовича было обращено в бегство во время междоусобной борьбы за киевский великокняжеский престол. Под названием «Беличи» неоднократно упоминаются в документах начиная с 16 века. В 1756 в слободе Беличи Киевской сотни Киевского полка имелось 8 дворов, принадлежавших Киево-Печерской лавре. В XIX веке казённое село было в составе Белогородской волости Киевского уезда Киевской губернии[1]. В 1856 в селении Беличи насчитывалось 198 мужчин и 216 женщин, 35 домов. В. 1929 начато строительство поселка Беличи. Присоединены к Киеву постановлением Верховного Совета УССР от 2 Ноября 1966.
- Лаврентий Похилевич в «Сказании о населённых местностях Киевской губернии» (1864 год) пишет:
  - «село в 10 верстах от Киева к западу по Киево-Брестскому шоссе, от коего однако село отделяется небольшим сосновым леском, называемым Святошин. Речка Борщаговка протекает мимо села и за 3 версты впадает в р. Ирпень. Село с трёх сторон окружено лесом. Только по направлению к Киеву тянутся поля, умеренно плодородные. Жителей обоего пола: православных 441, евреев 10. Сверх того лесной стражи в № 12, 13, 14, 15 и 16-м 88 душ обоего пола. В Воскресенской летописи село это названо Булич. Здесь в 1161 году войска великого князя Изяслава Давыдовича, обратились в бегство и сам он недалеко отсюда лишился жизни. Примечательные урочища суть: а) в лесу Святошинском урочище называемое Стрельники, получившее своё название по словам жителей от того, что в нём ставили лучших стрельцов во время княжеских охот; б) урочище Бирковец в 2-х верстах от села на восток возле леса называемого Братским. Здесь было при монахах пастбище для овец, называвшихся Бирками; в) возле Бирковца находится какое-то церковище; но какая и когда находилась здесь церковь у жителей не сохранилось предания; г) урочище Домы в 5 верстах от села при р. Ирпене. Здесь на поляне стоял дом пограничной стражи, когда р. Ирпень служила границей между Россией и Польшей; д) в самом селении длинный ров, с незапамятных времён заросший травой, неизвестно почему называется Шаленой Бабой. Беличи, Романовка и Любка до отбора недвижимых имений от монастырей принадлежали Киево-Печерской Лавре.
  - Церковь деревянная во имя Иоанна Предтечи построена в 1797 году киевским купцом Иоанном Долинным. До построения её жители ходили в церковь села Романовки. В 1852 году она фундаментально исправлена на счёт казны и построена новая деревянная колокольня. Из церковной утвари достойна внимания икона Успения Божьей Матери в серебряном окладе с золотым венцом. Икона эта есть точная копия и одинаковой величины с чудотворного образа Киево-Печерского. Она поставлена на престоле и подарена в церковь в 1830 году полковником Васильковским. По штатам Беличская церковь состоит в 7-м классе; земли имеет 39 десятин. К ней причислены три деревни: Романовка, Стоянка, Любка.
  - К Беличскому приходу причисляются также летние дачи городских обывателей, построенные по ручью Сырцу, и хутор Похилев при пересечении шоссем речки Борщаговки с почтовой станцией, первой от Киева на Киево-Брестском шоссе. Кроме каменной станции — в хуторе 2 постоялых двора, пруд и мельница.
  - Третья часть жителей в 1862 году отправилась на поселение в Таврическую губернию. В Романовке церковь во имя великомученика Георгия».
- 20 октября 1938 года Беличи получили статус посёлка городского типа[2].

## Транспорт
В микрорайоне представлен подземный, троллейбусный (Киевский троллейбус), автобусный и микроавтобусный транспорт:
- В 1 км расположена ст м «Житомирская», в микрорайоне расположена ст м «Академгородок».
- Здесь расположена конечная троллейбуса № 7 (ул. Чернобыльская — ст м «Площадь Украинских Героев»), конечная троллейбуса № 39 (ул. Чернобыльская — пр. Леся Курбаса)
- Транзитом проходит автобус № 37 (ст м «Святошин» — с/к «Чайка»).

## Галерея

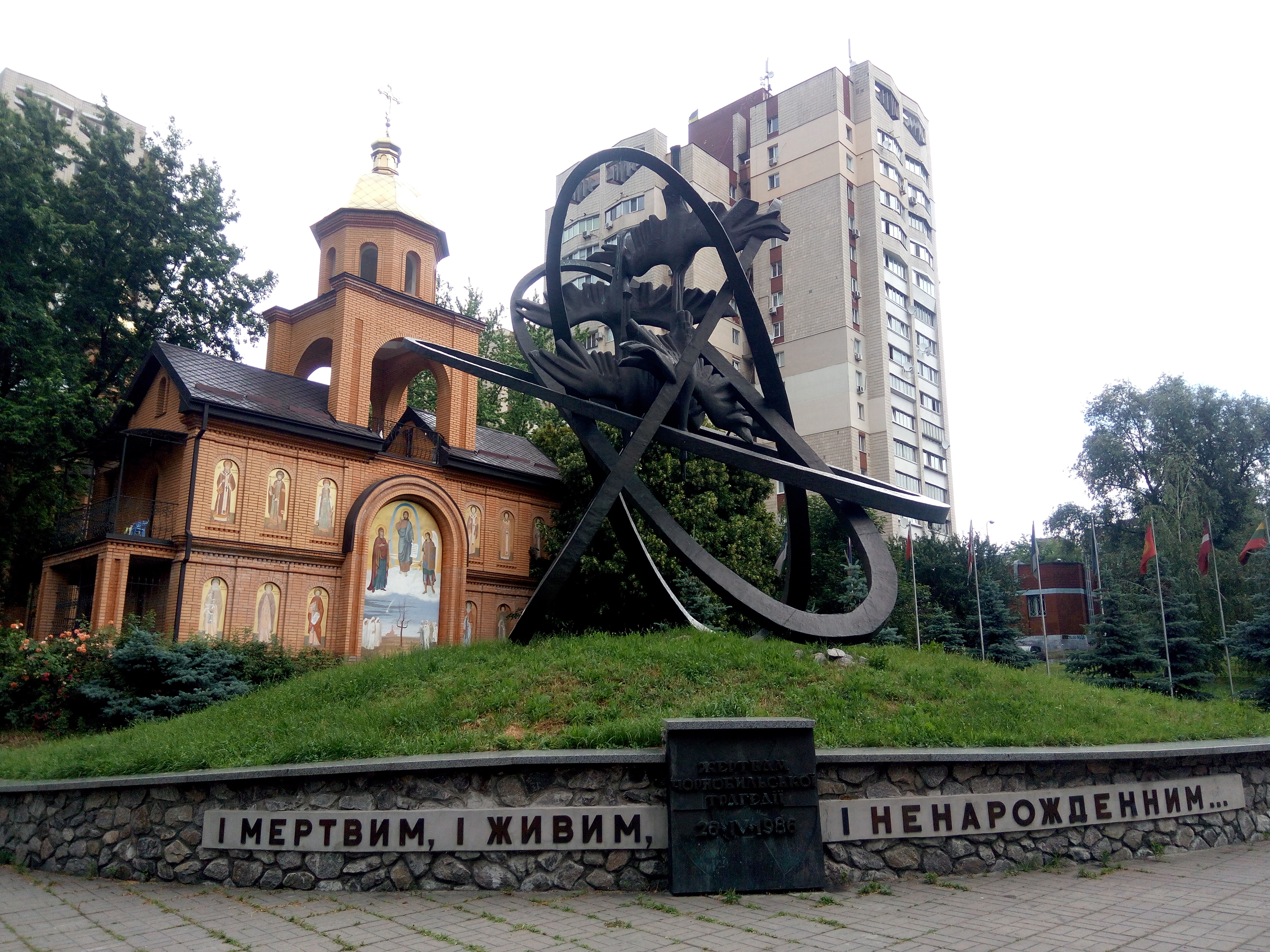
Мемориал жертвам чернобыльской трагедии 26.IV.1986 г.
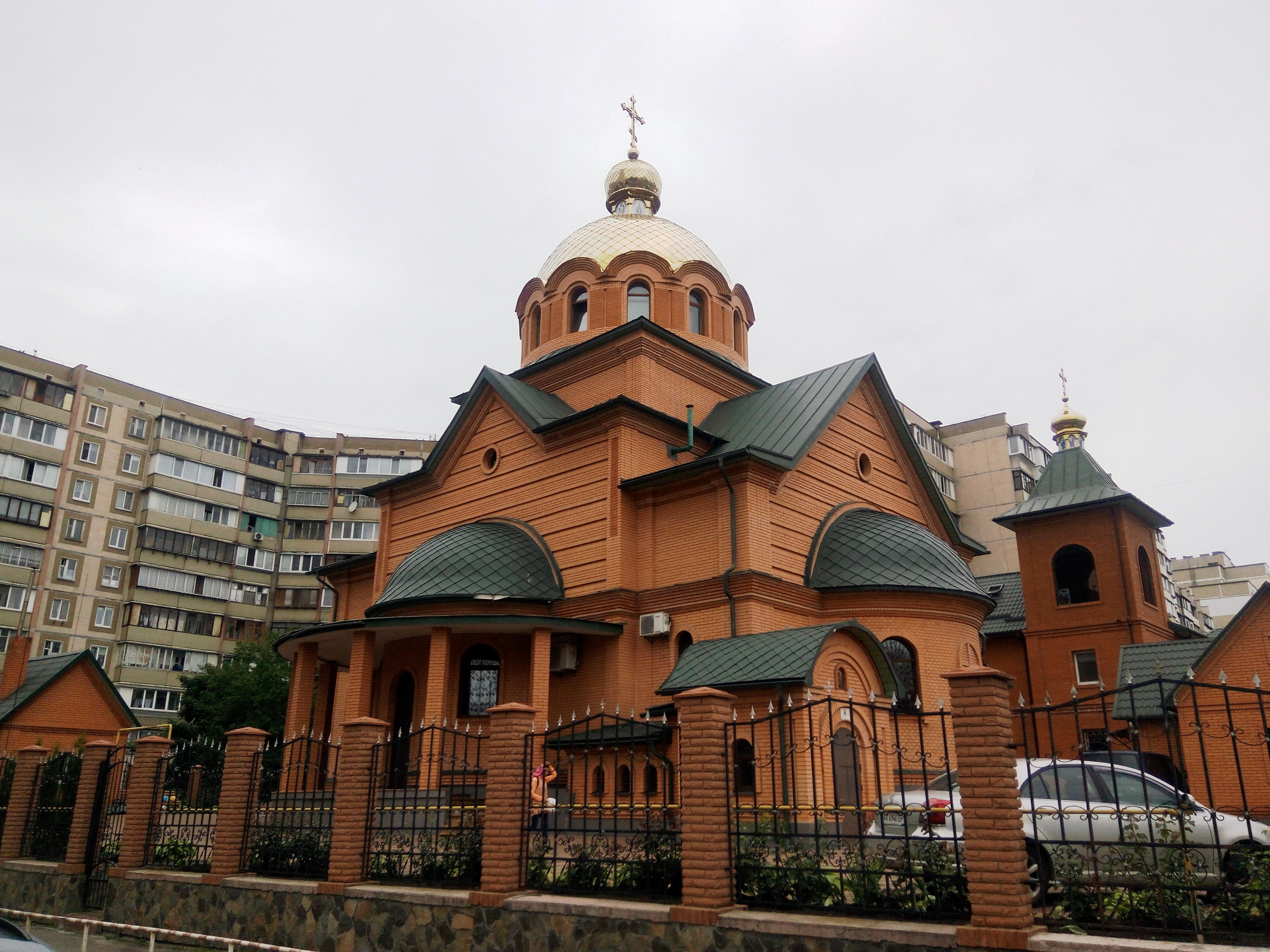
Храм Зачатия Иоанна Предтечи (УПЦ)
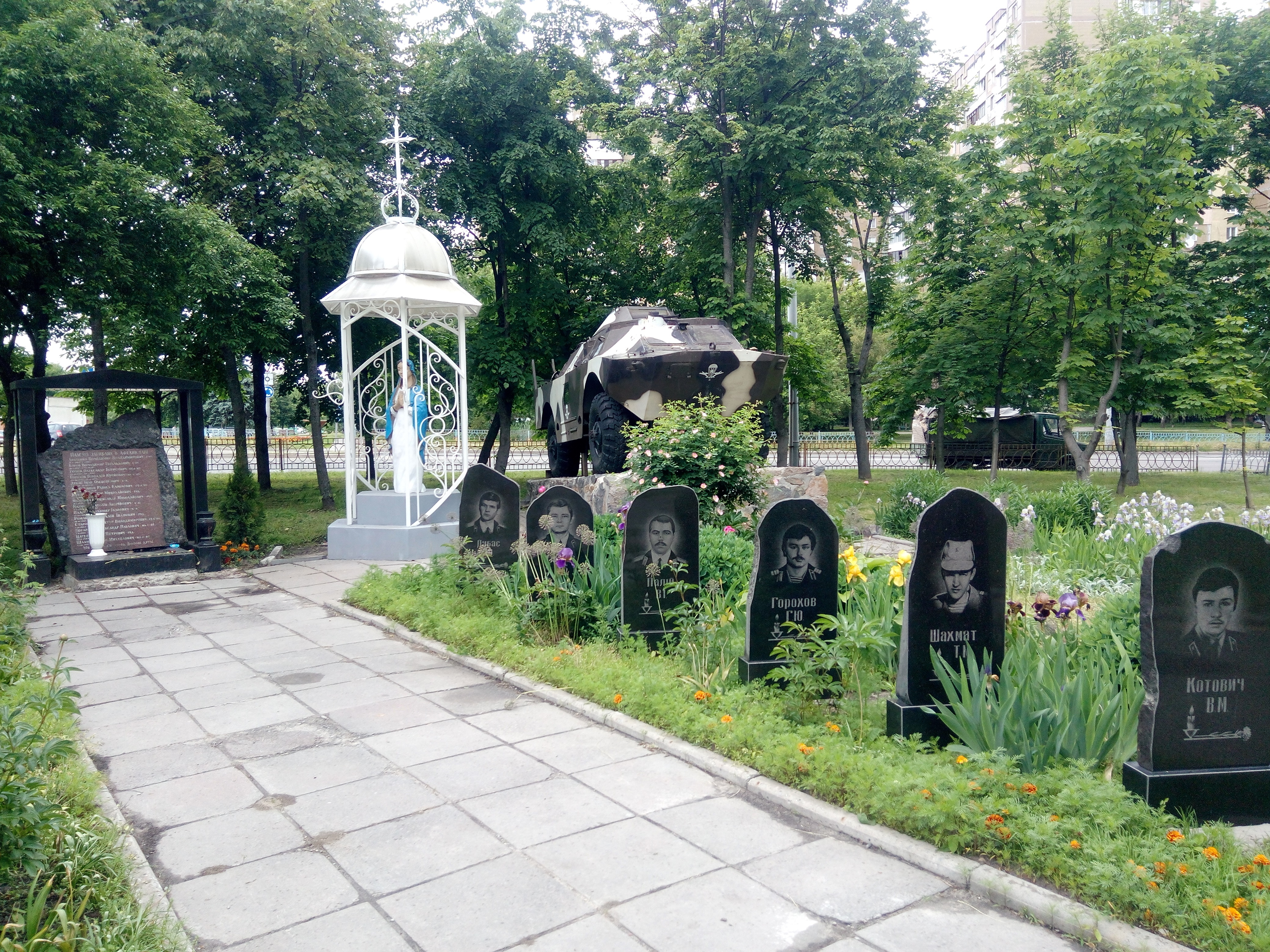
Мемориал погибшим воинам-интернационалистам
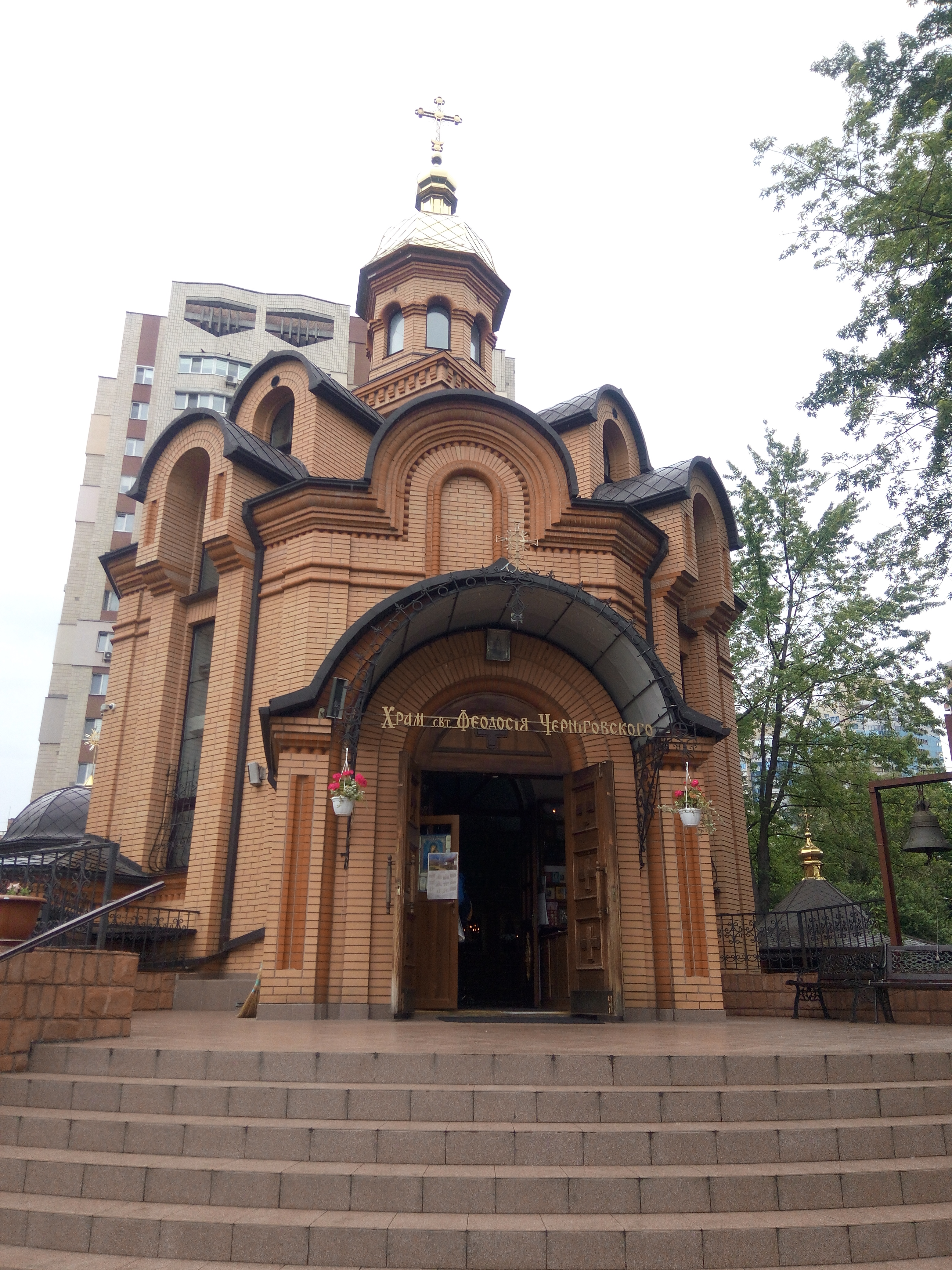
Храм святителя Феодосия Черниговского
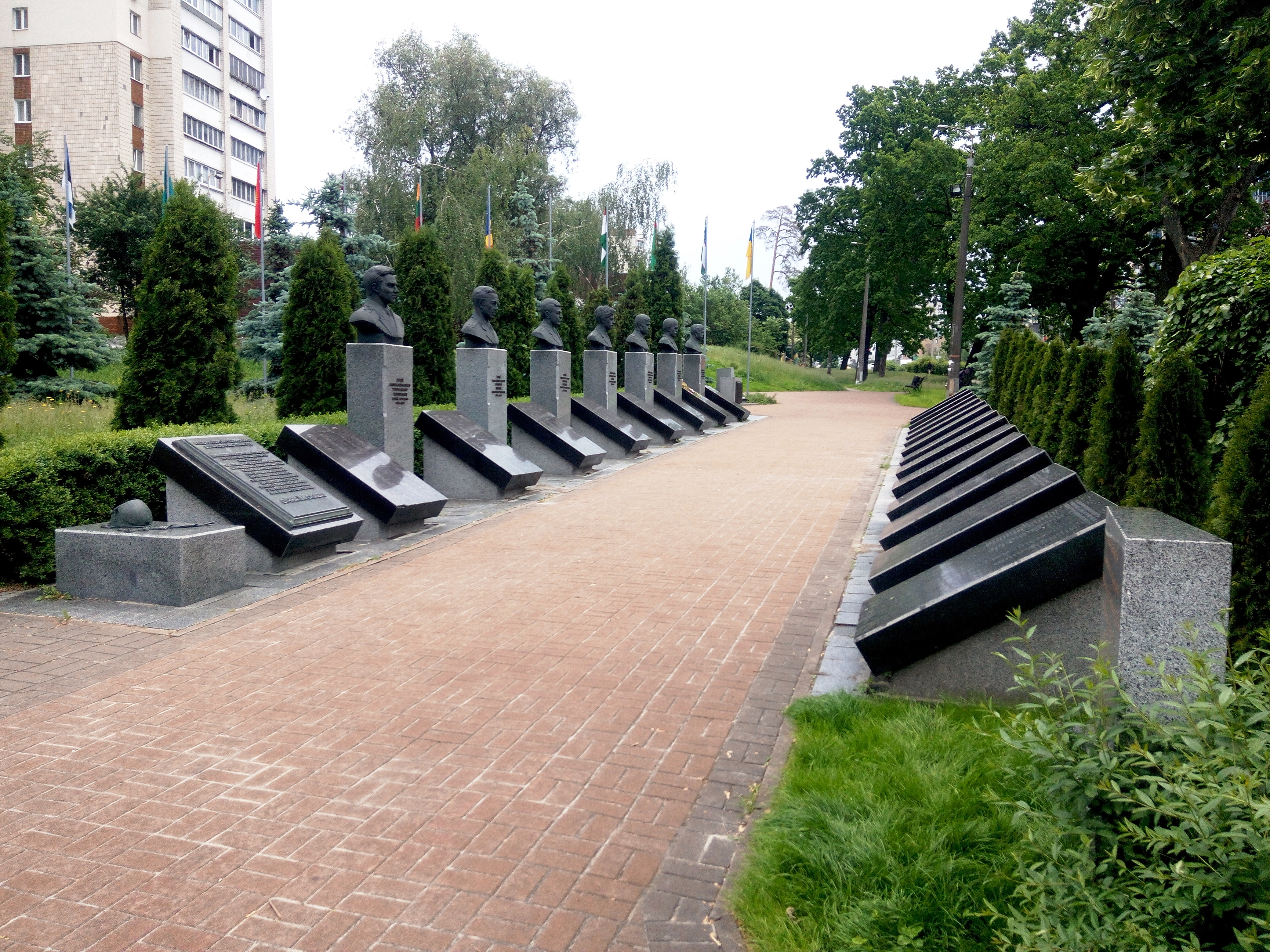
Аллея "Героев Чернобыля"
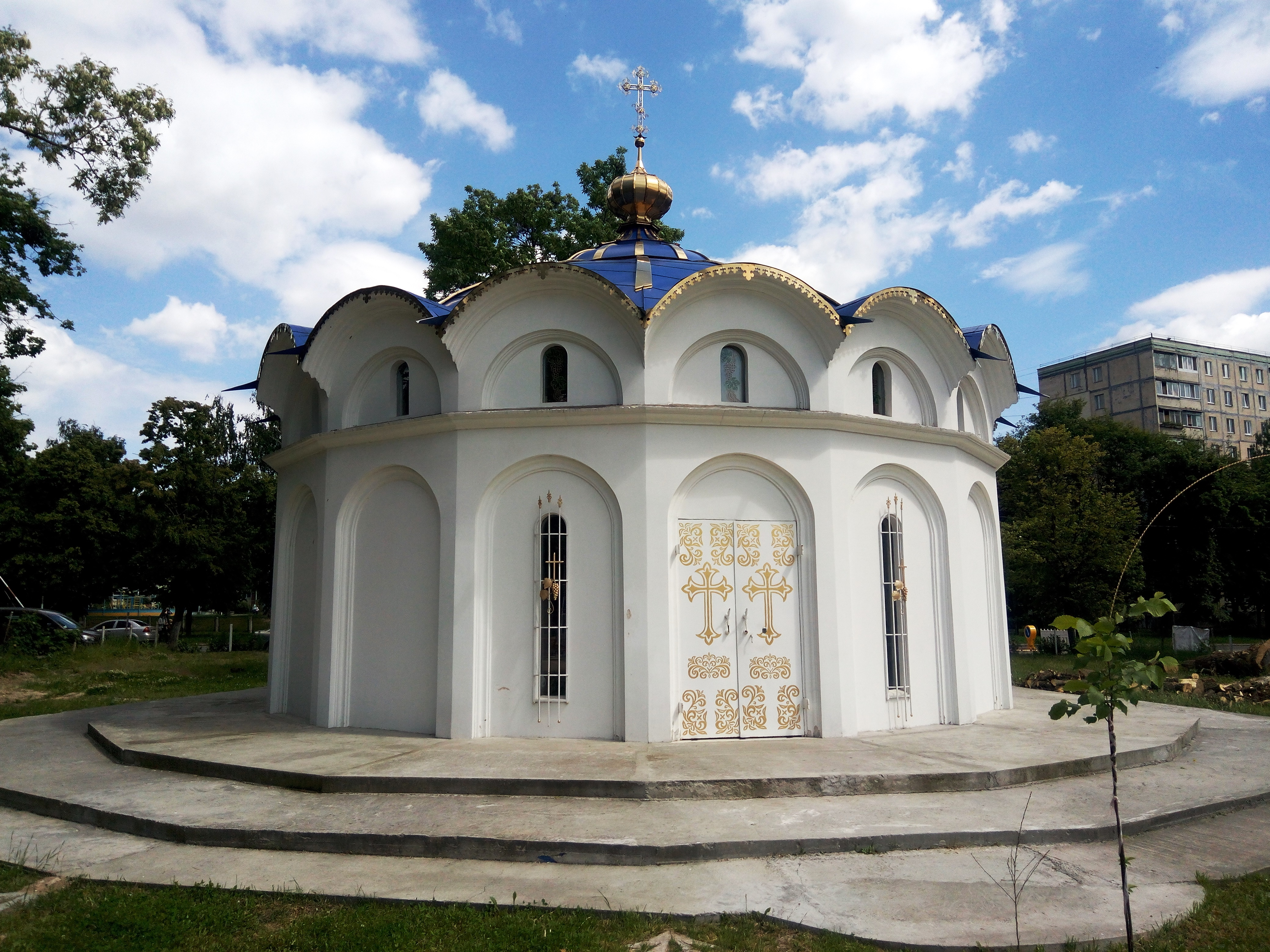
Храм в честь Святого Духа (УПЦ КП)
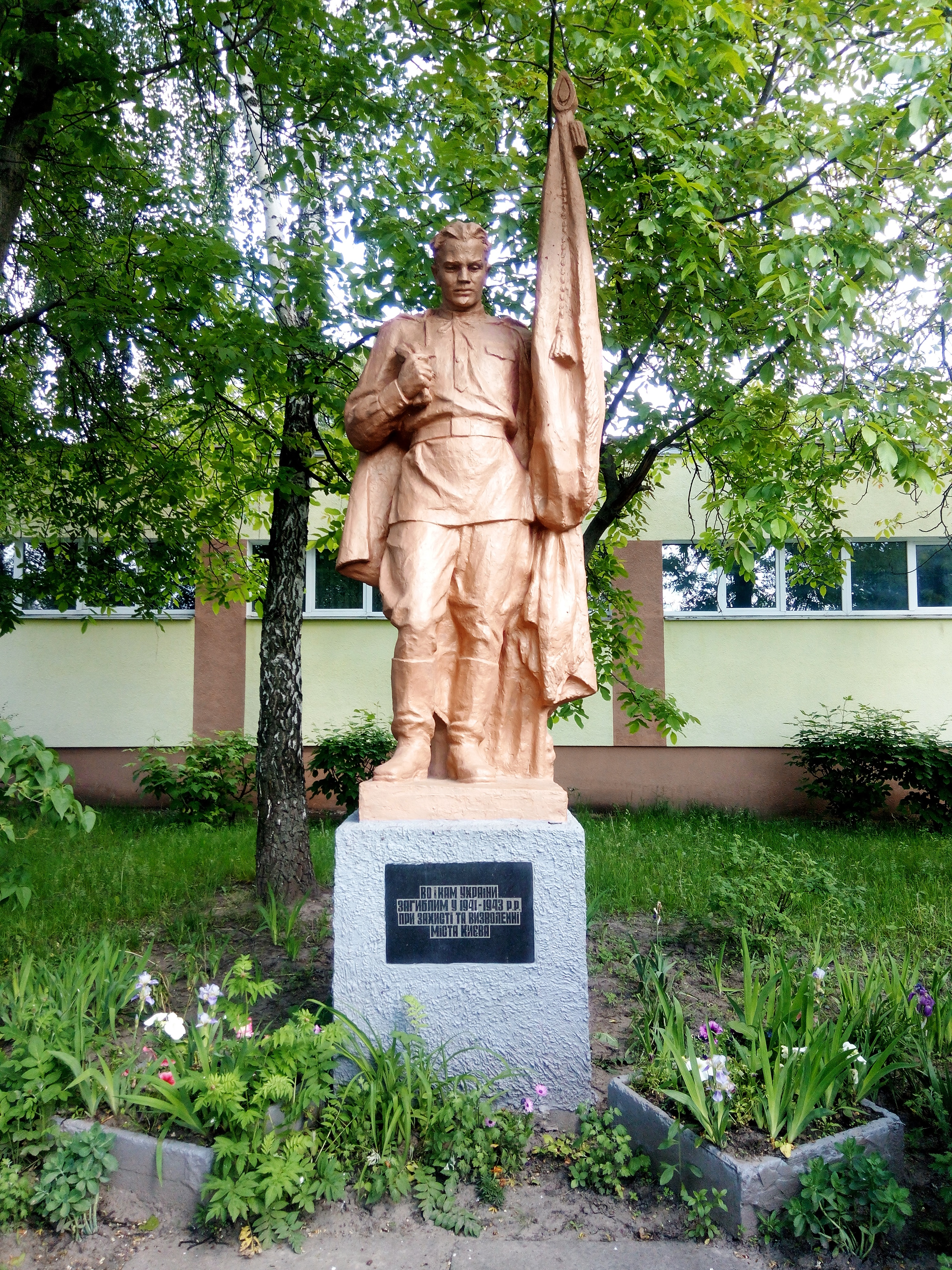
Памятник воинам-освободителям Киева во дворе общеобразовательной школы № 72
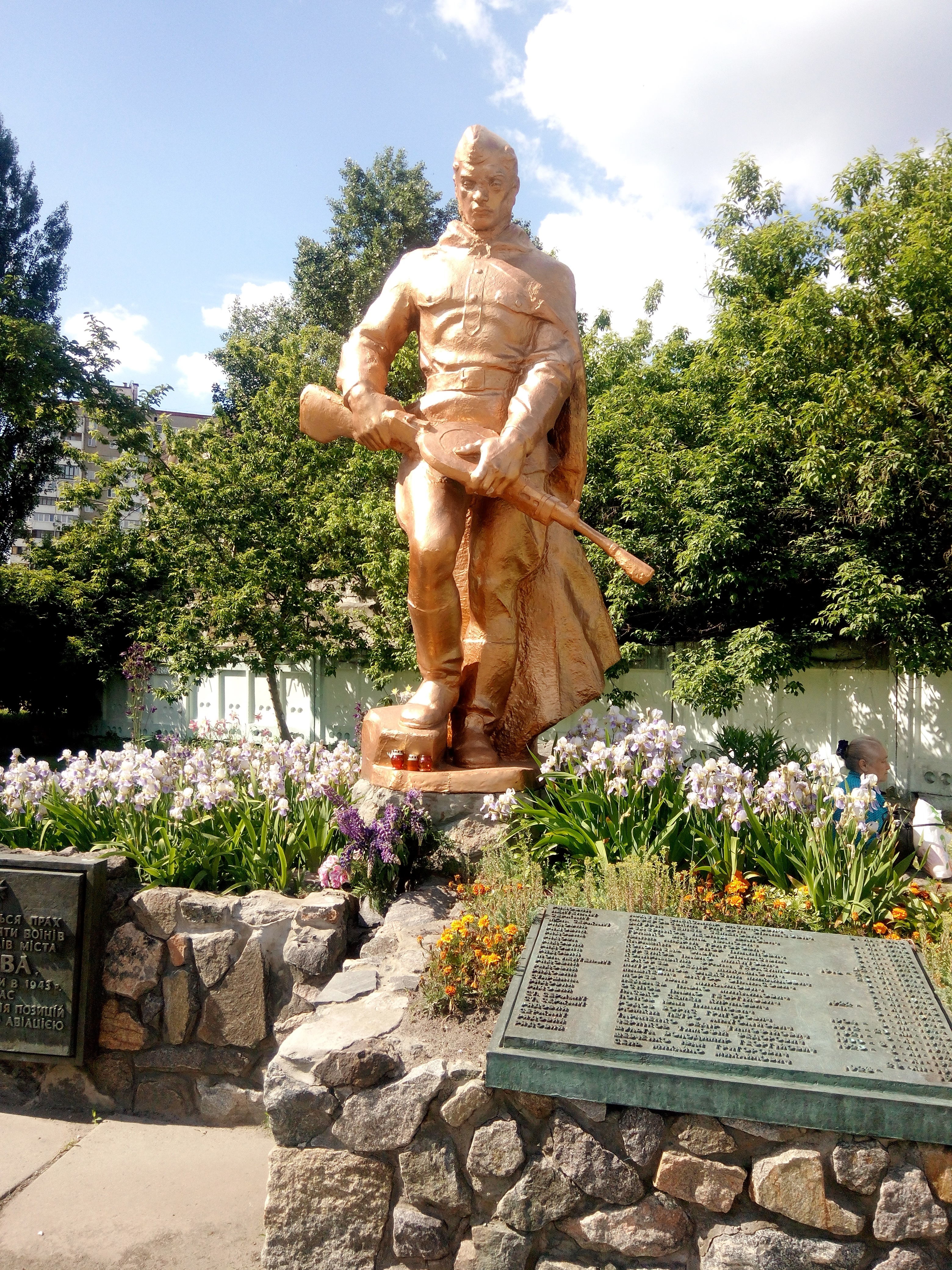
Памятник воинам погибшим в годы ВОВ